# Jacques Duclos
Jacques Duclos (2. října 1896, Louey, Francie – 25. dubna 1975, Montreuil, Francie) byl francouzský komunistický politik, roku 1969 se stal neúspěšným kandidátem na prezidenta.

## Životopis
Během první světové války bojoval Duclos v bitvě u Verdunu, kde se zranil. Nakonec byl zajat a propuštěn byl teprve po válce.
V roce 1920 se stal členem nově utvořené francouzské komunistické strany. V roce 1926 se stal členem ústředního výboru a byl věrným společníkem vůdce strany Maurice Thoreze. Ve třicátých letech měl za úkol propagovat komunismus ve Španělsku, kde tu dobu zuřila občanská válka.
V roce 1940, kdy byla Francie přepadena nacistickým Německem, se Duclos neúspěšně pokoušel vyjednávat o legalizaci PCF. Nicméně byl i nadále ilegálním členem, ačkoli byl nucen se vystěhovat do Belgie. Tam navazoval kontakty s SSSR.
V roce 1950 dostal Thorez mrtvici. Během jeho nepřítomnosti byl strana řízená Duclosem, kterému se z ní podařilo vypudit Thorezova oponenta André Martyho.
V šedesátých letech byl kritikem Charlese de Gaulla a podporoval stávku studentů roku 1968. V roce 1969 byl Duclos kandidátem na prezidenta Francie a získal přibližně 21%. Více získali jen Alain Poher a Georges Pompidou.
Duclos zemřel roku 1975 a je pohřben vedle svého šéfa na Pére Lachaise.